# 小行星列表/155701-155800
| 名稱              | 臨時編號   | 發現日期       | 發現地點   | 發現者                         |
| ----------------- | ---------- | -------------- | ---------- | ------------------------------ |
| 小行星155701      | 2000 QS67  | 2000年8月28日  | 索科罗     | 林肯近地小行星研究小组         |
| 小行星155702      | 2000 QJ69  | 2000年8月26日  | 基特峰     | 太空监视                       |
| 小行星155703      | 2000 QY77  | 2000年8月24日  | 索科罗     | 林肯近地小行星研究小组         |
| 小行星155704      | 2000 QJ89  | 2000年8月25日  | 索科罗     | 林肯近地小行星研究小组         |
| 小行星155705      | 2000 QZ104 | 2000年8月28日  | 索科罗     | 林肯近地小行星研究小组         |
| 小行星155706      | 2000 QF122 | 2000年8月25日  | 索科罗     | 林肯近地小行星研究小组         |
| 小行星155707      | 2000 QP123 | 2000年8月25日  | 索科罗     | 林肯近地小行星研究小组         |
| 小行星155708      | 2000 QD138 | 2000年8月31日  | 索科罗     | 林肯近地小行星研究小组         |
| 小行星155709      | 2000 QN147 | 2000年8月28日  | 索科罗     | 林肯近地小行星研究小组         |
| 小行星155710      | 2000 QW150 | 2000年8月25日  | 索科罗     | 林肯近地小行星研究小组         |
| 小行星155711      | 2000 QP160 | 2000年8月31日  | 索科罗     | 林肯近地小行星研究小组         |
| 小行星155712      | 2000 QA175 | 2000年8月31日  | 索科罗     | 林肯近地小行星研究小组         |
| 小行星155713      | 2000 QS185 | 2000年8月26日  | 索科罗     | 林肯近地小行星研究小组         |
| 小行星155714      | 2000 QK187 | 2000年8月26日  | 索科罗     | 林肯近地小行星研究小组         |
| 小行星155715      | 2000 QK191 | 2000年8月26日  | 索科罗     | 林肯近地小行星研究小组         |
| 小行星155716      | 2000 QE196 | 2000年8月28日  | 索科罗     | 林肯近地小行星研究小组         |
| 小行星155717      | 2000 QQ210 | 2000年8月31日  | 索科罗     | 林肯近地小行星研究小组         |
| 小行星155718      | 2000 QT210 | 2000年8月31日  | 索科罗     | 林肯近地小行星研究小组         |
| 小行星155719      | 2000 QD214 | 2000年8月31日  | 索科罗     | 林肯近地小行星研究小组         |
| 小行星155720      | 2000 QF214 | 2000年8月31日  | 索科罗     | 林肯近地小行星研究小组         |
| 小行星155721      | 2000 QQ214 | 2000年8月31日  | 索科罗     | 林肯近地小行星研究小组         |
| 小行星155722      | 2000 QS222 | 2000年8月21日  | 可可尼诺县 | 洛厄尔天文台近地小行星搜寻计划 |
| 小行星155723      | 2000 QK229 | 2000年8月31日  | 索科罗     | 林肯近地小行星研究小组         |
| 小行星155724      | 2000 QD244 | 2000年8月24日  | 索科罗     | 林肯近地小行星研究小组         |
| 小行星155725      | 2000 RO8   | 2000年9月1日   | 索科罗     | 林肯近地小行星研究小组         |
| 小行星155726      | 2000 RL35  | 2000年9月1日   | 索科罗     | 林肯近地小行星研究小组         |
| 小行星155727      | 2000 RN40  | 2000年9月3日   | 索科罗     | 林肯近地小行星研究小组         |
| 小行星155728      | 2000 RP47  | 2000年9月3日   | 索科罗     | 林肯近地小行星研究小组         |
| 小行星155729      | 2000 RU63  | 2000年9月3日   | 索科罗     | 林肯近地小行星研究小组         |
| 小行星155730      | 2000 RQ64  | 2000年9月1日   | 索科罗     | 林肯近地小行星研究小组         |
| 小行星155731      | 2000 RH81  | 2000年9月1日   | 索科罗     | 林肯近地小行星研究小组         |
| 小行星155732      | 2000 RZ86  | 2000年9月2日   | 可可尼诺县 | 洛厄尔天文台近地小行星搜寻计划 |
| 小行星155733      | 2000 RN89  | 2000年9月3日   | 索科罗     | 林肯近地小行星研究小组         |
| 小行星155734      | 2000 RJ97  | 2000年9月5日   | 可可尼诺县 | 洛厄尔天文台近地小行星搜寻计划 |
| 小行星155735      | 2000 RZ101 | 2000年9月5日   | 可可尼诺县 | 洛厄尔天文台近地小行星搜寻计划 |
| 小行星155736      | 2000 RN103 | 2000年9月5日   | 可可尼诺县 | 洛厄尔天文台近地小行星搜寻计划 |
| 小行星155737      | 2000 SK6   | 2000年9月20日  | 索科罗     | 林肯近地小行星研究小组         |
| 小行星155738      | 2000 SB16  | 2000年9月23日  | 索科罗     | 林肯近地小行星研究小组         |
| 小行星155739      | 2000 SY30  | 2000年9月24日  | 索科罗     | 林肯近地小行星研究小组         |
| 小行星155740      | 2000 SF46  | 2000年9月22日  | 索科罗     | 林肯近地小行星研究小组         |
| 小行星155741      | 2000 SK56  | 2000年9月24日  | 索科罗     | 林肯近地小行星研究小组         |
| 小行星155742      | 2000 SH59  | 2000年9月24日  | 索科罗     | 林肯近地小行星研究小组         |
| 小行星155743      | 2000 SO60  | 2000年9月24日  | 索科罗     | 林肯近地小行星研究小组         |
| 小行星155744      | 2000 SC61  | 2000年9月24日  | 索科罗     | 林肯近地小行星研究小组         |
| 小行星155745      | 2000 SO67  | 2000年9月24日  | 索科罗     | 林肯近地小行星研究小组         |
| 小行星155746      | 2000 SX67  | 2000年9月24日  | 索科罗     | 林肯近地小行星研究小组         |
| 小行星155747      | 2000 SV93  | 2000年9月23日  | 索科罗     | 林肯近地小行星研究小组         |
| 小行星155748      | 2000 SV95  | 2000年9月23日  | 索科罗     | 林肯近地小行星研究小组         |
| 小行星155749      | 2000 SR97  | 2000年9月23日  | 索科罗     | 林肯近地小行星研究小组         |
| 小行星155750      | 2000 SK102 | 2000年9月24日  | 索科罗     | 林肯近地小行星研究小组         |
| 小行星155751      | 2000 SY102 | 2000年9月24日  | 索科罗     | 林肯近地小行星研究小组         |
| 小行星155752      | 2000 SP110 | 2000年9月24日  | 索科罗     | 林肯近地小行星研究小组         |
| 小行星155753      | 2000 SJ112 | 2000年9月24日  | 索科罗     | 林肯近地小行星研究小组         |
| 小行星155754      | 2000 SB118 | 2000年9月24日  | 索科罗     | 林肯近地小行星研究小组         |
| 小行星155755      | 2000 SK124 | 2000年9月24日  | 索科罗     | 林肯近地小行星研究小组         |
| 小行星155756      | 2000 SY127 | 2000年9月24日  | 索科罗     | 林肯近地小行星研究小组         |
| 小行星155757      | 2000 SY132 | 2000年9月23日  | 索科罗     | 林肯近地小行星研究小组         |
| 小行星155758      | 2000 SJ139 | 2000年9月23日  | 索科罗     | 林肯近地小行星研究小组         |
| 小行星155759      | 2000 SG140 | 2000年9月23日  | 索科罗     | 林肯近地小行星研究小组         |
| 小行星155760      | 2000 SP147 | 2000年9月24日  | 索科罗     | 林肯近地小行星研究小组         |
| 小行星155761      | 2000 SN161 | 2000年9月19日  | 海勒卡拉   | 近地小行星追踪                 |
| 小行星155762      | 2000 SC164 | 2000年9月24日  | 索科罗     | 林肯近地小行星研究小组         |
| 小行星155763      | 2000 SJ178 | 2000年9月28日  | 索科罗     | 林肯近地小行星研究小组         |
| 小行星155764      | 2000 SS178 | 2000年9月28日  | 索科罗     | 林肯近地小行星研究小组         |
| 小行星155765      | 2000 SM189 | 2000年9月22日  | 基特峰     | 太空监视                       |
| 小行星155766      | 2000 SO223 | 2000年9月27日  | 索科罗     | 林肯近地小行星研究小组         |
| 小行星155767      | 2000 SZ228 | 2000年9月28日  | 索科罗     | 林肯近地小行星研究小组         |
| 小行星155768      | 2000 SC232 | 2000年9月26日  | 索科罗     | 林肯近地小行星研究小组         |
| 小行星155769      | 2000 ST232 | 2000年9月30日  | 索科罗     | 林肯近地小行星研究小组         |
| 小行星155770      | 2000 SF238 | 2000年9月25日  | 索科罗     | 林肯近地小行星研究小组         |
| 小行星155771      | 2000 SK238 | 2000年9月26日  | 索科罗     | 林肯近地小行星研究小组         |
| 小行星155772      | 2000 SM240 | 2000年9月25日  | 索科罗     | 林肯近地小行星研究小组         |
| 小行星155773      | 2000 ST240 | 2000年9月26日  | 索科罗     | 林肯近地小行星研究小组         |
| 小行星155774      | 2000 SS244 | 2000年9月24日  | 索科罗     | 林肯近地小行星研究小组         |
| 小行星155775      | 2000 SZ247 | 2000年9月24日  | 索科罗     | 林肯近地小行星研究小组         |
| 小行星155776      | 2000 SD275 | 2000年9月28日  | 索科罗     | 林肯近地小行星研究小组         |
| 小行星155777      | 2000 SY282 | 2000年9月23日  | 索科罗     | 林肯近地小行星研究小组         |
| 小行星155778      | 2000 SF287 | 2000年9月26日  | 索科罗     | 林肯近地小行星研究小组         |
| 小行星155779      | 2000 SQ290 | 2000年9月27日  | 索科罗     | 林肯近地小行星研究小组         |
| 小行星155780      | 2000 SM304 | 2000年9月30日  | 索科罗     | 林肯近地小行星研究小组         |
| 小行星155781      | 2000 SX311 | 2000年9月27日  | 索科罗     | 林肯近地小行星研究小组         |
| 小行星155782      | 2000 SG334 | 2000年9月26日  | 海勒卡拉   | 近地小行星追踪                 |
| 小行星155783      | 2000 SH338 | 2000年9月25日  | 海勒卡拉   | 近地小行星追踪                 |
| 小行星155784Ercol | 2000 SH345 | 2000年9月19日  | 基特峰     | 马克·W·布伊                    |
| 小行星155785      | 2000 SS351 | 2000年9月29日  | 可可尼诺县 | 洛厄尔天文台近地小行星搜寻计划 |
| 小行星155786      | 2000 SD358 | 2000年9月28日  | 可可尼诺县 | 洛厄尔天文台近地小行星搜寻计划 |
| 小行星155787      | 2000 SL365 | 2000年9月21日  | 可可尼诺县 | 洛厄尔天文台近地小行星搜寻计划 |
| 小行星155788      | 2000 SR366 | 2000年9月23日  | 可可尼诺县 | 洛厄尔天文台近地小行星搜寻计划 |
| 小行星155789      | 2000 TD9   | 2000年10月1日  | 索科罗     | 林肯近地小行星研究小组         |
| 小行星155790      | 2000 TC10  | 2000年10月1日  | 索科罗     | 林肯近地小行星研究小组         |
| 小行星155791      | 2000 TC15  | 2000年10月1日  | 索科罗     | 林肯近地小行星研究小组         |
| 小行星155792      | 2000 TL26  | 2000年10月2日  | 索科罗     | 林肯近地小行星研究小组         |
| 小行星155793      | 2000 TM37  | 2000年10月1日  | 索科罗     | 林肯近地小行星研究小组         |
| 小行星155794      | 2000 TZ52  | 2000年10月1日  | 索科罗     | 林肯近地小行星研究小组         |
| 小行星155795      | 2000 UG10  | 2000年10月24日 | 索科罗     | 林肯近地小行星研究小组         |
| 小行星155796      | 2000 UQ13  | 2000年10月24日 | 伊德里亚   | Črni Vrh                       |
| 小行星155797      | 2000 UM39  | 2000年10月24日 | 索科罗     | 林肯近地小行星研究小组         |
| 小行星155798      | 2000 UU40  | 2000年10月24日 | 索科罗     | 林肯近地小行星研究小组         |
| 小行星155799      | 2000 UO45  | 2000年10月24日 | 索科罗     | 林肯近地小行星研究小组         |
| 小行星155800      | 2000 UT54  | 2000年10月24日 | 索科罗     | 林肯近地小行星研究小组         |